# Valentina de Angelis
Valentina de Angelis (Manhattan (New York), 12 juni 1989) is een Amerikaans actrice en filmproducente.

## Filmografie

### Films
Uitgezonderd korte films.
- 2025 Alone in the After - als Eden Young
- 2023 Malibu Horror Story - als Ashley Ryan
- 2016 The Bronx Bull - als Eleanor
- 2016 Everlasting - als Jessie
- 2014 Malibu Horror Story - als Jaime Shivers
- 2014 Affluenza - als Jody
- 2013 The Midnight Game - als Jenna
- 2013 Notes from Dad – als Carmen
- 2013 Deep Dark Canyon - als Jamie
- 2013 Everlasting – als Jessie
- 2013 Ass Backwards – als zonbruin meisje
- 2010 It's Kind of a Funny Story – als Jenna
- 2010 Camp Hell – als Melissa
- 2010 Bereavement – als Melissa
- 2003 Off the Map – als jonge Bo

### Televisieseries
Uitgezonderd eenmalige gastrollen.
- 2010 As the World Turns – als Faith Snyder – 40 afl.
- 2009 Gossip Girl – als Carmen Fortier – 5 afl.

### Computerspel
- 2008 CSI: NY – als Libby Drake

### Filmproducente
- 2025 Alone in the After - film
- 2024 Astral Plane Drifter - film
- 2023 Malibu Horror Story - film
- 2022 Limbo - korte film
- 2021 Malibu Horror Story - film
- 2018 2001: An Edm Odyssey - documentaire .
- 2016 Everlasting - film